# ونرا ۷
ونرا ۷ (روسی: Венера-۷ به معنای ونوس ۷) یک فضاپیمای اتحاد جماهیر شوروی بود، بخشی از سری کاوشگرهای برنامه ونرا به زهره. هنگامی که در ۱۵ دسامبر ۱۹۷۰ روی سطح زهره فرود آمد، به اولین فضاپیمایی تبدیل شد که به زمین نرم سیاره دیگری رسید و برای نخستین بار داده‌ها را از آنجا به زمین منتقل کرد.

## طرح

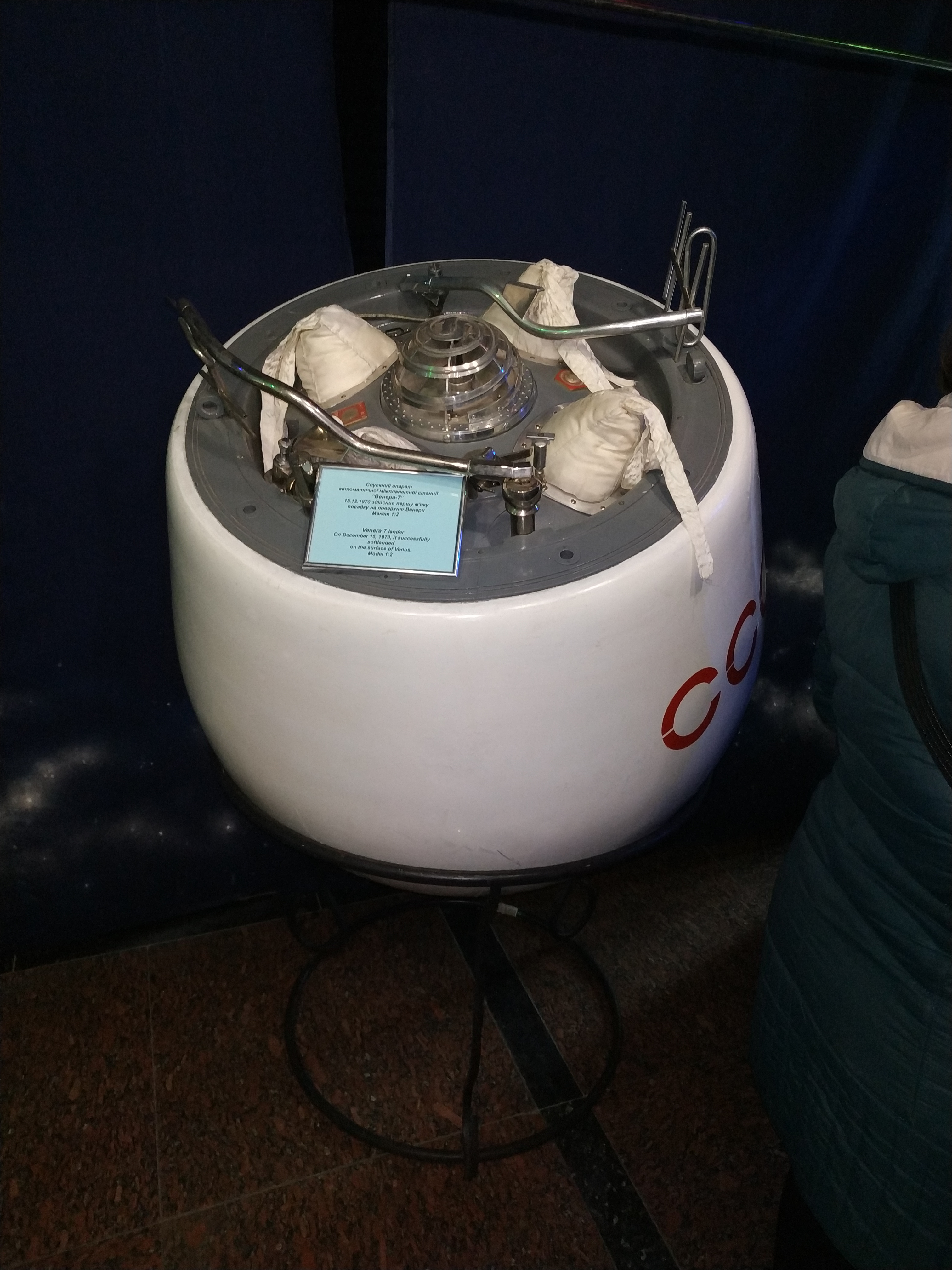
ونرا ۷

این فرودآورنده به گونه ای طراحی شده بود که بتواند از فشار حداکثر ۱۸۰ بار (۱۸٬۰۰۰ کیلوپاسکال) جان سالم به در برد (۲،610 psi) و دمای ۵۸۰ درجه سلسیوس (۱٬۰۷۶ درجه فارنهایت) این به‌طور قابل توجهی بیشتر از آنچه انتظار می‌رود با آن روبرو شویم، اما عدم اطمینان در رابطه با دمای سطح و فشار زهره منجر به انتخاب طراحان برای حاشیه بزرگ خطا شد. میزان سخت شدن جرم به کاوشگر که مقدار انبوه موجود برای ابزارهای علمی را هم در خود کاوشگر و هم اتوبوس بین سیاره ای محدود می‌کرد.  اتوبوس بین سیاره‌ای یک ردیاب ذره‌ای با بار خورشیدی و یک آشکارساز اشعه کیهانی را به همراه داشت. در فرودآورنده سنسور دما و فشار و همچنین شتاب سنج برای اندازه‌گیری چگالی اتمسفر وجود داشت.  این کاوشگر همچنین دارای یک ارتفاع سنج راداری بود. 

## راه اندازی
این کاوشگر در ۱۷ اوت ۱۹۷۰، ساعت ۰۵:۳۸ UTC از زمین به سمت زهره پرتاب شد. این کاوشگر از یک اتوبوس بین سیاره‌ای با سیستم 3MV و یک فرودآورنده تشکیل شده بود.  در هنگام پرواز به زهره، دو اصلاح دوره با استفاده از موتور KDU-414 در هواپیما انجام شد. 

## فرود آمدن

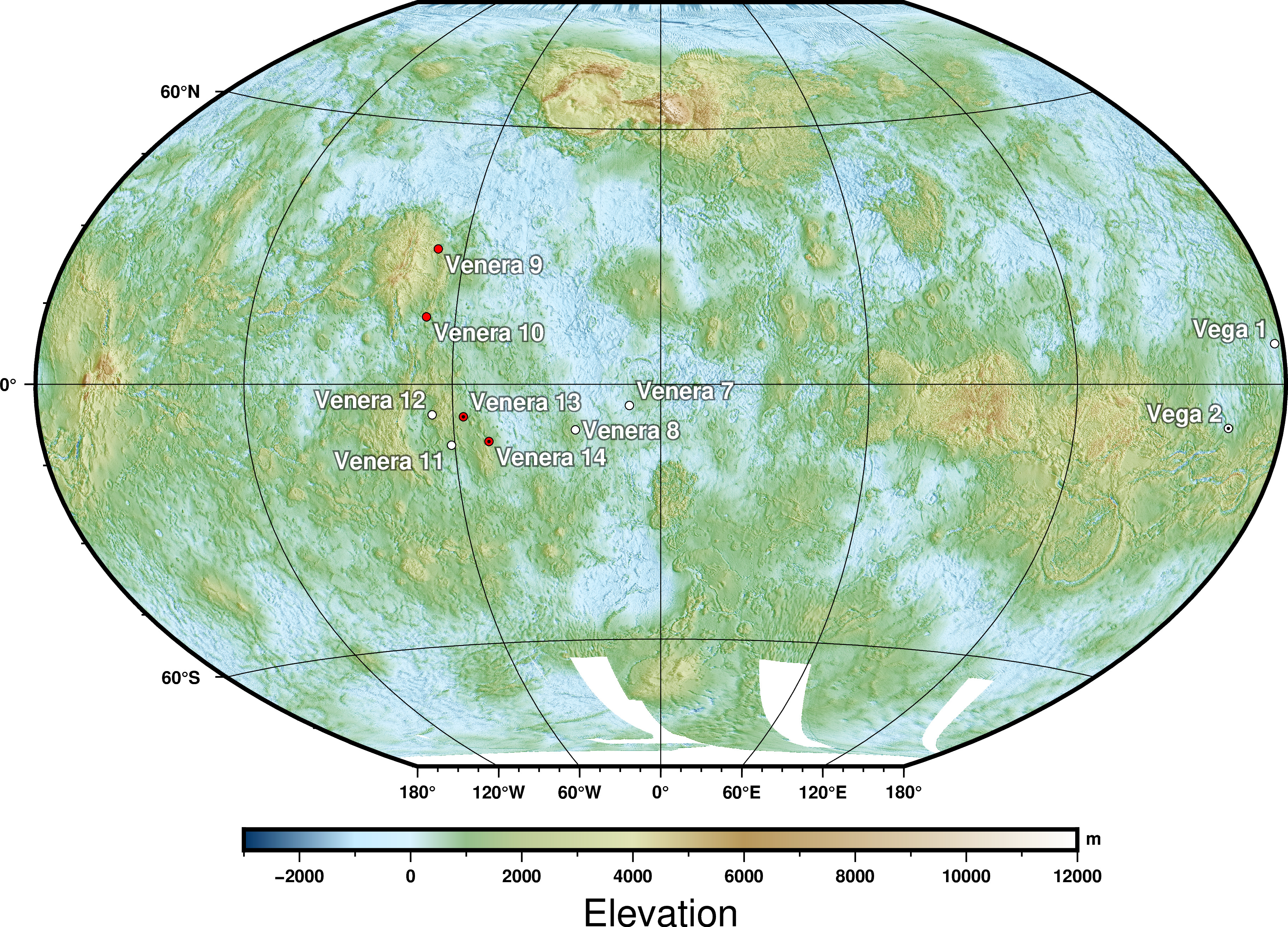
موقعیت مکان‌های فرود ونرا. نقاط قرمز نشان دهنده مکان‌هایی است که تصاویر را از سطح ارسال می‌کند، نقاط مرکزی سیاه و سفید محل‌های تجزیه و تحلیل نمونه سطح. نقشه بر اساس نقشه‌برداری مدارگرد پیشگام زهره و ماژلان.

ونرا ۷ در تاریخ ۱۵ دسامبر ۱۹۷۰ وارد جو زهره شد. این کاوشگر که در طول مراحل اولیه ورود به جو به اتوبوس بین سیاره‌ای متصل باقی مانده بود،  اجازه می‌داد تا اتوبوس در حد امکان کاوشگر را تا -۸ درجه سانتیگراد (۱۷ درجه فارنهایت) خنک نگه‌دارد. هنگامی که حفره اتمسفری قفل اتوبوس بین سیاره‌ای با زمین را بست، از مدار زمین خارج شد.  چتر نجات در ارتفاع ۶۰ کیلومتری باز شد و آزمایش جوی نشان داد که ۹۷ درصد جو دی‌اکسید کربن است.  چتر نجات ۱٫۸ متر مربعی باز شد، ۱۳ دقیقه بعد، وقتی اهرم پیچش طراحی شده ذوب شد، با قطر ۲٫۵ متر مربع باز شد.  شش دقیقه پس از رها کردن، چتر نجات دچار اختلال شد و در نتیجه نزولی سریعتر از زمان پیش‌بینی شده انجام شد.  فرود با چتر نجات سرانجام شکست خورد و کاوشگر وارد دوره سقوط شد.  در نتیجه، فرودآورنده با سرعتی حدود ۱۶٫۵ متر بر ثانیه (۳۷ مایل در ساعت) در ساعت 05:37:10 UTC.  در مختصات فرود ۵° جنوبی ۳۵۱° شرقی / ۵°جنوبی ۳۵۱°شرقی سطح زهره را لرزاند.
به نظر می‌رسد این کاوشگر در اثر ضربه سقوط در سکوت قرار گرفت،  اما نوارهای ضبط‌شده همچنان در حال چرخش بودند. چند هفته بعد، پس از بررسی نوارها توسط ستاره‌شناس رادیو اولگ رژگا، ۲۳ دقیقه دیگر سیگنالهای ضعیف روی آنها پیدا شد.  فضاپیما احتمالاً به پهلو روی زهره فرود آمده بود و آنتن متوسط را که برای انتقال صحیح سیگنال به زمین در نظر گرفته نشده بود، از آن جدا شده بود.
این کاوشگر برای مدت زمان ۵۳ دقیقه اطلاعات را به زمین منتقل کرد که شامل حدود ۲۰ دقیقه از سطح زهره بود. مشخص شد که دمای سطح زهره ۴۷۵ درجه سلسیوس (۸۸۷ درجه فارنهایت) 20 پوند درجه سانتیگراد  با استفاده از دما و مدل‌های جو، فشار 9.0 MPa (1300 psi) ۱٫۵ ± MPa محاسبه شد.  از توقف سریع فضاپیما (از افتادن به حالت ثابت در عرض ۰٫۲ ثانیه)، می‌توان نتیجه گرفت که این هواپیما با سطح به یک سطح جامد برخورد کرده‌است. 
این کاوشگر اطلاعاتی در مورد سطح زهره ارائه داد که از پشت یک پوشش غلیظ جوی نمی‌شد آنها را دید. این فضاپیما به‌طور قطعی تأیید کرد که انسانها نمی‌توانند در سطح زهره زنده بمانند و احتمال وجود آب مایع در زهره نیز وجود ندارد. 

## یادداشت
1. ↑  "Science: Onward from Venus". تایم. 8 February 1971. Archived from the original on 21 December 2008. Retrieved 2 January 2013.
2. ↑  Siddiqi 2018.
3. 1 2 3 4 5 6 7 8  Huntress Jr & Marov 2011.
4. ↑  "Venera 7". NASA Space Science Data Coordinated Archive. NASA. Retrieved 6 October 2019.
5. 1 2 3 4 5 6 7 8 9 10 11  Reeves 1994.
6. ↑  Patrick Moore, The data book of astronomy. CRC Press, 2000, p. 92.
See Table 5-5, Missions to Venus, 1961–2000. Landing near Navka Planitia
7. ↑  Harvey 2007.
8. ↑  "Larry Klaes, The Soviets and Venus, Part 1, 1993". Archived from the original on 29 September 2015. Retrieved 29 September 2015.
9. 1 2  "Итоги работы станции "Венера-7"". Galspace (به روسی).
10. 1 2  Ulivi & Harland 2007.